# Medardo Joseph Mazombwe
Medardo Joseph Kardinal Mazombwe (* 24. September 1931 in Chundamira, Sambia; † 29. August 2013 in Lusaka) war ein sambischer Geistlicher und römisch-katholischer Erzbischof von Lusaka. Er war der erste und bisher einzige Kardinal Sambias.

## Leben
Nach dem Studium der Katholischen Theologie und Philosophie empfing Mazombwe am 4. September 1960 das Sakrament der Priesterweihe. Er lehrte am Priesterseminar Saint Mary und an der Sekundarschule in Chadiza. Er war in verschiedenen Positionen im Bistum Chipata tätig. 
Am 11. November 1970 ernannte ihn Papst Paul VI. zum Bischof von Chipata. Die Bischofsweihe spendete ihm Erzbischof Emmanuel Milingo am 7. Februar 1971; Mitkonsekratoren waren der emeritierte Bischof von Chipata, Firmin Courtemanche MAfr, und der Bischof von Monze, James Corboy SJ. Von 1972 bis 1975 und von 1988 bis 1990 war er Präsident der Sambischen Bischofskonferenz und von 1979 bis 1986 Präsident der Vereinigung der Bischofskonferenzen Ostafrikas.
Papst Johannes Paul II. berief ihn am 30. November 1996 zum Erzbischof von Lusaka. Zudem war er von 1999 bis 2002 erneut Präsident der Sambischen Bischofskonferenz. Am 28. Oktober 2006 nahm Papst Benedikt XVI. sein aus Altersgründen vorgebrachtes Rücktrittsgesuch an.
Im feierlichen Konsistorium vom 20. November 2010 nahm ihn Papst Benedikt XVI. als Kardinalpriester mit der Titelkirche Sant’Emerenziana a Tor Fiorenza in das Kardinalskollegium auf.
Medardo Joseph Mazombwe war Präsident der Bischofskonferenz von Sambia (1972–1975; 1988–1990; 1999–2002) und Vorsitzender der Regionalkonferenzen der Vereinigung der Bischofskonferenzen Ostafrikas (AMECEA) (1979–1986). 1984 gründete er im Namen der AMECEA die Katholische Universität von Ostafrika in Nairobi. Er war Mitglied der Kongregation für die Evangelisierung der Völker und des Päpstlichen Rats „Cor Unum“ in Rom.